# Wolverine Blues
Wolverine Blues treći je studijski album švedskog death metal-sastava Entombed. Diskografska kuća Earache Records objavila ga je 4. listopada 1993. Album prikazuje potpuno drugačiji zvuk od prethodnih izdanja, kombinirajući elemente hard rocka, heavy metala i hardcore punka, dok još uvijek zadržava velik dio svojih tradicionalnih, death metal korijena, u stilu koji će kasnije biti poznatiji kao death 'n' roll. Sastav je za ovo izdanje također usvojio groove metal-stil srednjeg tempa, sličan onom američkog sastava Pantera.

## Marvel
Jedna od verziji albuma Wolverine Blues objavljen je s Wolverineom, likom Marvel Comicsa, na naslovnici, unatoč tome što Entombed nikada nije želio da se njihov album povezuje sa superjunakom. Earache Records, bez dopuštenja sastava, sklopio je ugovor s Marvelom kako bi iskoristio Wolverinea za promociju albuma većoj publici, s glazbenim spotom za naslovnu pjesmu s istaknutim ilustracijama lika. Ovo izdanje sadržao je mini strip Wolverinea unutar CD knjižice. Izdanje Marvela također je uvelike uređeno, a pjesma "Out of Hand" u potpunosti je uklonjena. Ograničen broj ranih izdanja albuma sadržao je audio uzorke preuzete iz filmova (najviše Flatliners i Hellraiser III) koji su naknadno uklonjeni iz kasnijeg tiska zbog straha izdavačke kuće od potencijalnih pravnih postupaka zbog njihove nelicencirane upotrebe.

## Popis pjesama
Tekstovi: Alex Hellid, osim gdje je navedeno drugačije. 
| 1.    | »Eyemaster«       |                         | 3:20 |
| 2.    | »Rotten Soil«     | Hellid, Nicke Andersson | 3:25 |
| 3.    | »Wolverine Blues« |                         | 2:13 |
| 4.    | »Demon«           |                         | 3:17 |
| 5.    | »Contempt«        |                         | 4:32 |
| 6.    | »Full of Hell«    |                         | 3:20 |
| 7.    | »Blood Song«      | Hellid, Cederlund       | 3:23 |
| 8.    | »Hollowman«       | Hellid, Andersson       | 4:25 |
| 9.    | »Heavens Die«     |                         | 4:14 |
| 10.   | »Out of Hand«     | Hellid, Andersson       | 3:16 |
| 35:25 |                   |                         |      |

## Recenzije
Godine 2005., Wolverine Blues završio je na 494. mjestu u knjizi Rock Hard magazina 500 najboljih rock i metal albuma svih vremena. Gitaristički časopis Guitar World označio je Wolverine Blues kao "najbolji death metal album 1994. i vrlo vjerojatno najbolji death metal album ovog desetljeća."

## Zasluge
| Entombed - Nicke Andersson – bubnjevi, gitara, grafički koncept, dizajn - Lars-Göran Petrov – vokal, likovna pomoć - Ulf Cederlund – gitara, tamburin - Lars Rosenberg – bas-gitara - Alex Hellid – solo-gitara, naslovnica, grafički dizajn, dizajn | Ostalo osoblje - Tomas Skogsberg – produkcija, inženjer zvuka - Benny Rehn – likovna pomoć, fotografije - Nimbus – mastering - Micke Lundström – fotografije - Guerilla Art – grafički dizajn |